# Ashtray Electric
Ashtray Electric is een Zuid-Afrikaanse indierockband. De band bestaat uit zanger/gitarist Andre Pienaar, gitarist Rudi Cronje, bassist Regardt Nel en diens broer Rupert Nel op drums. Ashtray Electric werd opgericht in 2007 nadat Pienaar en Cronje elkaar leerden kennen tijdens een tour van de punkband Fokofpolisiekar. In 2009 verscheen hun debuutalbum Bonjour. De band won in hetzelfde jaar een MK Award in de categorie Beste nuweling. Het tweede album Measured in falls volgde in 2011.

## Discografie

### Albums
- Bonjour, 2009
- Measured in falls, 2011

### Ep
- The Dave sessions, 2007

### Singles
- The swing, 2007
- Quite overstared, 2008
- Seasons, 2009
- When sex becomes a sport, 2010